# Messina
Messina (italijanska izgovorjava: [mesˈsiːna]; sicilsko Missina [mɪsˈsiːna]; latinsko Messana, starogrško Μεσσήνη, latinizirano: Messḗnē) je glavno mesto italijanskega metropolitanskega mesta Messina. Je tretje največje mesto na otoku Sicilija in 13. največje mesto v Italiji z več kot 230.000 prebivalci v samem mestu in približno 650.000 v metropolitanskem območju. Je blizu severovzhodnega vogala Sicilije, ob Mesinskem prelivu, nasproti Villa San Giovanni na celini in je tesno povezana z Reggio Calabria. Po podatkih Eurostata je imela leta 2014 FUA metropolitanskega območja Messina 277.584 prebivalcev.
Glavni viri mesta so njegova morska pristanišča (trgovske in vojaške ladjedelnice), križarjenja, trgovina in kmetijstvo (proizvodnja vina in gojenje limon, pomaranč, mandarin in oljk). Mesto je od leta 1548 sedež rimskokatoliške nadškofije in arhimandrita in je v njem lokalno pomemben mednarodni sejem. V mestu je Univerza v Messini, ki jo je leta 1548 ustanovil Ignacij Lojolski.
Messina ima kot javni promet lahki železniški sistem Tranvia di Messina, ki je bil odprt 3. aprila 2003. Ta proga je dolga 7,7 kilometra in povezuje glavno mestno železniško postajo z mestnim središčem in pristaniščem.

## Zgodovina
Messina, ki so jo ustanovili grški kolonisti v 8. stoletju pred našim štetjem, se je prvotno imenovala Zancle (grško: Ζάγκλη), iz grškega γάγκλον, kar pomeni 'kosa' zaradi oblike njenega naravnega pristanišča (čeprav legenda to ime pripisuje kralju Zanclusu). Občina (comune) njegovega metropolitanskega mesta, ki je na južnem vhodu v Mesinski preliv, se do danes imenuje Scaletta Zanclea. Solin piše, da so mesto Metauros (sodobni Gioia Tauro) ustanovili ljudje iz Zancleja.
V začetku 5. stoletja pred našim štetjem ga je Anaksil iz Regija preimenoval v Messene (Μεσσήνη) v čast grškega mesta Messene. Kasneje je tiran Micythus, vladar Rhegiuma in Zanclea, tukaj ustanovil mesto Pyxus. Mesto so Bitka pri Messeni leta 397 pr. n. št. Kartažani opustošili, nato pa ga je ponovno osvojil Dionizij I. Sirakuški.
Leta 288 pred našim štetjem so plačanci Agatoklesa iz Kampanje, Mamertinci, z izdajo zavzeli mesto, pobili vse moške in ženske vzeli za svoje žene. Mesto je postalo oporišče, iz katerega so pustošili po podeželju, kar je privedlo do konflikta s širjenjem regionalnega imperija Sirakuz. Hieron II., sirakuški tiran, je premagal Mamertince blizu Mylae na reki Longanus in oblegal Messino. Kartagina je pomagala Mamertincem zaradi dolgotrajnega spora s Sirakuzami zaradi prevlade na Siciliji. Ko je Hieron leta 264 pred našim štetjem drugič napadel, so Mamertinci zaprosili Rimsko republiko za zvezo v upanju na zanesljivejšo zaščito. Čeprav sprva ni želel pomagati, da ne bi spodbudil drugih najemniških skupin k uporu, Rim ni želel videti, da bi se kartažanska moč še bolj širila nad Sicilijo in posegala v Italijo. Rim je zato sklenil zavezništvo z Mamertinci. Leta 264 pred našim štetjem so bile rimske čete napotene na Sicilijo, prvič je rimska vojska delovala zunaj italijanskega polotoka. Ob koncu prve punske vojne je bilo to svobodno mesto, povezano z Rimom. V rimskih časih je imela Messina, takrat znana kot Messana, pomemben pharos (svetilnik). Messana je bila baza Seksta Pompeja med njegovo vojno proti Oktavijanu.
Po padcu Zahodnega rimskega cesarstva so mestu zaporedoma vladali Goti od leta 476, nato Bizantinsko cesarstvo leta 535, Arabci leta 842 in leta 1061 normanska brata Robert Guiscard in Roger Guiscard (kasneje grof Rogerij I. Sicilski). Leta 1189 se je angleški kralj Rihard I. Levjesrčni ustavil v Messini na poti v Sveto deželo za tretji križarski pohod in na kratko zasedel mesto po sporu zaradi dote svoje sestre, poročene z Viljemom Dobrim, sicilskim kraljem. Leta 1345 je bil Orlando d'Aragona, nezakonski sin Friderika II. Sicilskega, strateg Messine.
- Kovanci iz 13. stoletja, kovani v času vladavine Friderika II..
- Zemljevid Messine iz 17. stoletja
- Podoba posledic potresa leta 1908 v Messini. Ruševine katedrale Duomo
- Trakt s približno 30 kilometri plaž v Mesini
- Feluca, tipični ribiški čoln v Messini za lov na mečarice
- Via Garibaldi, ena glavnih ulic Messine. Po potresu leta 1908 so ga razširili, da je bil v skladu z novim urbanističnim načrtom

Leta 1347 je bila Messina ena prvih vstopnih točk za črno smrt v zahodno Evropo. Genovske galeje, ki so potovale iz okuženega mesta Feodozija (genovska kolonija Kaffa), so kugo prenašale v mesinska pristanišča. Kaffa je bila okužena prek azijskih trgovskih poti in obleganja okuženih mongolskih vojsk pod vodstvom Jani bega; bila je izhodišče za številne italijanske trgovce, ki so pobegnili iz mesta na Sicilijo. Sodobna poročila iz Messine pripovedujejo o prihodu ladij smrti z vzhoda, ki so priplavale na obalo z vsemi potniki na krovu, ki so že bili mrtvi ali so umirali od kuge. Na te ladje so verjetno prihajale tudi podgane, okužene s kugo. Črna smrt je opustošila Messino in se v naslednjih nekaj mesecih s Sicilije hitro razširila proti severu v celinsko Italijo.
Leta 1548 je sveti Ignacij tam ustanovil prvo jezuitsko šolo na svetu, ki je kasneje postala Studium Generale (sedanja univerza v Messini). Krščanske ladje, ki so zmagale v bitki pri Lepantu (1571), so zapustile Messino: španski pisec Miguel de Cervantes, ki je sodeloval v bitki, je nekaj časa okreval v Veliki bolnišnici. Mesto je svoj vrhunec doseglo v začetku 17. stoletja pod špansko prevlado: takrat je bilo eno izmed desetih največjih evropskih mest.
Leta 1674 se je mesto uprlo tuji garniziji. Nekaj časa mu je uspelo ostati neodvisno, zahvaljujoč pomoči francoskega kralja Ludvika XIV., vendar so ga leta 1678 z Nijmegenskim mirom ponovno osvojili Španci in ga opustošili: univerza, senat in vsi privilegiji avtonomije, ki jih je uživalo odkar rimskih časov, so bili ukinjeni. Stanovalci so zgradili veliko trdnjavo in Messina je propadala. Leta 1743 je 48.000 ljudi umrlo zaradi drugega vala kuge v mestu.
Leta 1783 je potres opustošil večji del mesta in trajalo je desetletja, da se je obnovilo in ponovno obudilo kulturno življenje Messine. Leta 1847 je bilo eno prvih mest v Italiji, kjer so izbruhnili nemiri v Risorgimentu. Leta 1848 se je odkrito uprlo vladajočim Bourbonom, vendar je bilo ponovno močno zatrto. Šele leta 1860 so po bitki pri Milazzu mesto zasedle čete Garibaldija. Eden glavnih osebnosti zedinjenja Italije Giuseppe Mazzini je bil na splošnih volitvah leta 1866 izvoljen za poslanca v Messini. Še en potres z manjšo intenzivnostjo je mesto poškodoval 16. novembra 1894. Mesto je skoraj v celoti uničil potres in z njim cunami zjutraj 28. decembra 1908, ki je ubil približno 100.000 ljudi in uničil večino starodavne arhitekture. Mesto je bilo v veliki meri obnovljeno v naslednjem letu.
Dodatna škoda je nastala zaradi množičnih zračnih bombnih napadov leta 1943; pred in med invazijo zaveznikov na Sicilijo. Messina je bila zaradi strateškega pomena kot tranzitna točka za čete Osi in zaloge, poslane na Sicilijo iz celinske Italije, glavna tarča britanskih in ameriških zračnih sil, ki so v nekaj mesecih spustile približno 6500 ton bomb. Ti napadi so uničili tretjino mesta in med prebivalstvom povzročili 854 smrtnih žrtev. Italija je v spomin na dogodek in poznejše prizadevanja za obnovo podelila zlato medaljo za vojaško hrabrost in eno za civilno hrabrost.
Junija 1955 je bila v Messini konferenca zahodnoevropskih zunanjih ministrov, ki je privedla do ustanovitve Evropske gospodarske skupnosti. Konferenca je bila v glavnem v stavbi mestne hiše v Messini (del) in delno v bližnji Taormini.
V mestu živi majhna grško govoreča manjšina, ki je prispela s Peloponeza med letoma 1533–34, ko je bežala pred Osmanskim cesarstvom. Uradno so bili priznani leta 2012.

## Podnebje
Messina ima subtropsko sredozemsko podnebje z dolgimi, vročimi poletji z nizkimi dnevnimi temperaturnimi nihanji s konstantnim suhim vremenom. Pozimi je podnebje v Messini precej mokro in blago. Dnevne vrednosti ostajajo nizke in ostajajo v povprečju nad 10 ° C najnižje tudi pozimi. Je bolj deževno kot v Reggio Calabria na drugi strani Messinskega preliva, izjemna podnebna razlika za tako majhno razdaljo.

## Znamenitosti

### Religiozna arhitektura
- Messinska stolnica (12. stoletje) z ostanki kralja Konrada, vladarja Nemčije in Sicilije v 13. stoletju. Stavbo so morali skoraj v celoti obnoviti v letih 1919–20 po uničujočem potresu leta 1908 in ponovno leta 1943 po požaru, ki so ga sprožili zavezniški bombni napadi. Prvotno normansko strukturo je mogoče prepoznati na apsidalnem območju. Na fasadi so trije poznogotski portali, katerih osrednji del verjetno sega v začetek 15. stoletja. Arhitrav je okrašen s skulpturo Kristusa med evangelisti in različnimi upodobitvami ljudi, živali in rastlin. Timpanon sega v leto 1468. Notranjost je triladijska, razdeljena z 28 stebri. Nekateri dekorativni elementi pripadajo prvotni zgradbi, čeprav so mozaiki v apsidi rekonstrukcije. Med grobnice slavnih mož poleg Konrada IV. sodijo tudi nadškofi Palmer (umrl leta 1195), Guidotto de Abbiate (14. stoletje) in Antonio La Legname (16. stoletje). Posebno zanimanje predstavlja kapela Zakramenta (konec 16. stoletja) s slikovitimi okraski in mozaiki iz 14. stoletja. V zvoniku je astronomska ura, ena največjih astronomskih ur na svetu, ki jo je leta 1933 zgradilo podjetje Ungerer iz Strasbourga. Mehansko animirani kipi zvonika, ki vsak dan opoldne ponazarjajo dogodke iz civilne in verske zgodovine mesta, so priljubljena turistična atrakcija.
- Svetišče Santa Maria del Carmelo (v bližini sodišča), zgrajeno leta 1931, v katerem je kip Device Marije iz 17. stoletja..
- Svetišče Montevergine, kjer je ohranjeno nepodkupljivo telo svete Eustohije Smeralde Calafato.
- Cerkev Santissima Annunziata dei Catalani (konec 12. – 13. stoletja). Iz poznega normanskega obdobja se je preoblikovala v 13. stoletju, ko so ladjo skrajšali in ji dodali fasado. Ima valjasto apsido in visoko kupolo, ki izvira iz visokega tamburja. Omeniti velja zunanjo dekoracijo transepta in kupole, z vrsto slepih lokov, ločenih z majhnimi stebri, ki jasno odražajo arabske arhitekturne vplive.
- Cerkev Santa Maria degli Alemanni (začetek 13. stoletja), ki je bila prej kapela tevtonskih vitezov. To je redek primer čiste gotske arhitekture na Siciliji, o čemer pričajo obokana okna in oporniki.

Velikana Mata in Grifone, katerih zgodbe pripovedujejo o mestu, v drugem avgustovskem tednu vozijo po Messini.
- Zapuščene hiše iz 18. stoletja v starodavni četrti Tirone
- Messinska stolnica.
- Cerkev Santa Maria degli Alemanni, 13. stoletje
- Ohranjeni osmerokotni stolp gradu Matagrifone iz 11. stoletja in svetišče Cristo Re
- Velikana Mata in Grifon, katerih zgodbe pripovedujejo o mestu, v drugem avgustovskem tednu vozijo po Messini.
- Madonna della Lettera dominira nad pristaniščem Messina je zavetnica mesta, praznuje 3. junija
- Orionov vodnjak na Piazza Duomo
- Porta Grazia

### Sekularna in vojaška arhitektura
- Botanični vrt Pietro Castelli z Univerze v Messini.
- Palazzo Calapaj-d'Alcontresj, primer mesinske arhitekture iz 18. stoletja, ki je ena redkih plemenitih palač, ki je preživela potres leta 1908.
- Forte del Santissimo Salvatore, trdnjava iz 16. stoletja v pristanišču Messina.
- Forte Gonzaga, utrdba iz 16. stoletja s pogledom na Messino.
- Porta Grazia, vrata Real Cittadella di Messina iz 17. stoletja, avtor Domenico Biundo in Antonio Amato, trdnjava, ki še vedno obstaja v pristanišču.
- Pilon, zgrajen leta 1957, skupaj z dvojčkom, ki je čez Mesinskim prelivom, za prenos nadzemnega daljnovoda 220 kV, ki dovaja električno energijo na otok. V času njegove gradnje sta bila električna stebra najvišja na svetu. Od takrat je daljnovod zamenjal podvodni kabel, vendar je pilon še vedno prosto dostopna turistična atrakcija.
- Svetilnik San Ranieri, zgrajen leta 1555.
- Palazzo della Provincia (Palazzo dei Leoni), pokrajinski sedež, ki ga je leta 1914 zgradil Alessandro Giunta.
- Palača kulture, zgrajena leta 2009.

### Spomeniki
- Orionovi vodnjak, monumentalna civilna skulptura ob stolnici, ki jo je leta 1547 zgradil Giovanni Angelo Montorsoli, Michelangelov študent, z novoplatonsko-alkimističnim programom. Umetnostni zgodovinar Bernard Berenson ga je imel za »najlepši vodnjak 16. stoletja v Evropi«.
- Neptunov vodnjak, ki gleda proti pristanišču, ki ga je leta 1557 zgradil Montorsoli.
- Spomenik Janezu Avstrijskemu, Andrea Camalech (1572)
- Senatorska fontana, zgrajena leta 1619.
- Štiri fontane, čeprav sta danes ohranjeni le dva elementa štirikotnega kompleksa.

### Muzeji
- Museo Regionale di Messina (MuMe), ki gosti pomembne slike Caravaggia, Antonella da Messine, Alonza Rodrigueza, Mattia Pretija
- Galleria d'Arte Contemporanea di Messina, kjer gostijo slike Giòja Pomodora, Renata Guttusa, Lucia Fontane, Corrada Caglia, Giuseppeja Migneca, Maxa Liebermanna

## Literarne reference
Številni pisatelji so svoja dela posvetili Messini, med njimi:
- Plutarh – Pompejevo življenje (40 pr. n. št.)
- Giovanni Boccaccio - roman Dekameron IV. Danm V novela, roman Lisabetta da Messina - IV. dan IV., IV novela, Gerbino ed Elissa (1351)
- Matteo Bandello – Novelliere prvi del, novela XXII (1554)
- William Shakespeare – Mnogo hrupa za nič (1598) in Antonij in Kleopatra (1607)
- Molière – L'Etourdi ou Les Contre-temps (1654)
- Friedrich Schiller – Die Braut von Messina (Mesinska nevesta, 1803)
- Silvio Pellico – Eufemio da Messina (1818)
- Friedrich Nietzsche – Idyllen aus Messina (Idile iz Messine, 1882)
- Giovanni Pascoli - pesem L'Aquilone (1904)
- Elio Vittorini – Le donne di Messina (Ženske iz Messine, 1949) in Conversazione in Sicilia (Pogovori na Siciliji, 1941)
- Stefano D'Arrigo – Horcynus Orca (1975)
- Julien Green – Demain n'existe pas (1985)